# Luigi Arditi
Luigi Arditi (Crescentino (Piemont), 22 de juliol, 1822 – Hove (Anglaterra), 1 de maig, 1903), va ser un violinista, compositor i director d'orquestra italià, actiu internacionalment, amb llargues estades especialment als Estats Units i Anglaterra.

## Biografia
Luigi Arditi va estudiar música al Conservatori de Milà, tenint com a professors Bernardo Ferrara (violí) i Nicola Vaccai (composició). El 1842 va començar la seva carrera musical com a violinista, i l'any següent va debutar com a director a Vercelli, on va ser nomenat membre d'honor de l'Acadèmia Filharmònica. Va dirigir òperes per Itàlia abans d'embarcar-se, el 1846, a l'Havana (Cuba), juntament amb el gran contrabaixista Giovanni Bottesini.
Fins al 1856 va dirigir diverses orquestres als Estats Units i al Canadà, dirigint òperes a Nova York, Filadèlfia, Boston i altres ciutats, i acompanyant a totes les estrelles del cantant d'òpera que van aparèixer a l'estranger: de Marietta Alboni a Henriette Sontag (1806–1854), passant per la parella Mario i Giulia Grisi. Després, després d'una visita a Constantinoble, va decidir establir-se a Londres, tot i que va tornar a Amèrica diverses vegades amb la "Royal Italian Opera Company". A Londres va dirigir l'orquestra del Her Majesty's Theatre del 1858 al 1869 i, els anys 1869-70, del "Covent Garden Theatre". Va ser el responsable de la primera representació completa d'una òpera de Wagner a terra anglesa, Der fliegende Holländer, que es va posar en escena en una versió italiana a Drury Lane el juliol de 1870. També va anar a dirigir a Alemanya i altres grans ciutats europees, com Sant Petersburg (del 1871 al 1873), Viena i Madrid. A partir de 1885, encara a Anglaterra, va estar al capdavant de diversos teatres de prestigi, així com de concerts de Promenade als parcs d'atraccions de Londres.
Durant la seva llarga carrera, molts dels més grans intèrprets de la segona meitat del segle XIX van cantar sota la seva direcció, entre els quals destaquen Marietta Alboni, Marietta Piccolomini, Etelka Gerster i Adelina Patti.
Va morir a Hove, prop de Brighton, Anglaterra.

## Obres
La primera composició d'Arditi, una obertura, es remunta al 1840. Les seves obres més conegudes són I briganti (1841), Il corsaro i La spie (1856). Aquesta darrera, composta durant la seva estada als Estats Units, va ser la primera òpera d'un compositor italià, i una de les primeres, que es va basar en un text nord-americà: la novel·la L'espia de James Fenimore Cooper. També va compondre una Oda de commemoració (interpretada al Palau de Cristall el 1873), nombroses cançons i valsos cantats, els més populars dels quals són Il baci (amb lletra de Gottardo Aldighieri, dedicada a Marietta Piccolomini), Le tortorelle (dedicat) a Etelka Gerster), Se saran rose i Parla!.
El seu himne turc (1856) per al sultà Abdülmecit, compost sobre un text otomà, va ser interpretat posteriorment al Palau de Cristall de Londres, durant la visita oficial del sultà Abdülâziz el juliol de 1867, per un cor anglès de 1600 elements. La primera gravació mundial de l'himne turc, amb l'Orquestra Simfònica i el Cor de Praga dirigida per l'historiador de la música turca Emre Aracı, va ser gravada l'any 2005 pel segell Brilliant Classics.

## Publicacions
- Luigi Arditi (mus) i Filippo Manetta (libr.). L'espia. The Spy: Una gran òpera en tres actes, Nova York, Darcie, 1856
- Luigi Arditi, My reminiscences (Les meves reminiscències), segona edició, Londres, Skeffington, 1896 (accés gratuït en línia a Internet Archive)